# 瀬戸内市立瀬戸内市民病院
瀬戸内市立瀬戸内市民病院（せとうちしりつせとうちしみんびょういん）は、岡山県瀬戸内市邑久町山田庄845-1にある自治体病院である。
1952年（昭和27年）に邑久町立病院として開院し、2007年（平成19年）に瀬戸内市立邑久病院（せとうちしりつおくびょういん）に変更した。

## 概要
病床数は一般病床のみ110床である。
1971年に建てられた本館は老朽化。現在常勤医師：内科4名、外科4名、眼科1名、非常勤医師：整形外科、耳鼻科1名で、地域医療の向上に取り組んでいる。救急搬送も増加し、外科、整形外科、眼科の手術が積極的に行われている。2004年（平成16年）11月1日の合併後には瀬戸内市病院事業部が院内に設けられた。邑久町時代からの累積赤字が懸案事項である。2006年（平成18年）4月からは地方公営企業法が全部適用され、病院事業管理者が置かれた。牛窓分院と共に目下改革中である。
2007年（平成19年）4月、名称が瀬戸内市立瀬戸内市民病院に変更。2008年（平成20年）4月からは入院機能を本院に集約し、牛窓分院は外来のみの診療所となる。
2016年（平成28年）10月1日に新病院棟が西隣に完成して診察を開始。

## 経営幹部
- 開設者
- 病院事業管理者
- 病院事業部長
- 病院長
- 副院長
- 事務長
- 総看護師長
- 技師長

## 診療科目
- 内科
- 外科
- 整形外科
- 皮膚科
- 眼科
- 耳鼻咽喉科
- リハビリテーション科

## 周辺
- 瀬戸内市社会福祉協議会
- 瀬戸内市立邑久中学校
- 瀬戸内市立邑久小学校
- 瀬戸内市立邑久幼稚園
- 瀬戸内市立邑久保育園
- 瀬戸内市邑久学校給食調理場
- 竹久夢二本舗敷島堂邑久総本店

## アクセス
- JR赤穂線邑久駅から徒歩約15分。
- 東備バス虫明線「瀬戸内市民病院」バス停または牛窓線「瀬戸内市民病院入口」バス停下車すぐ。